# 78 Warszawska Drużyna Harcerska
78 Warszawska Drużyna Harcerska – drużyna harcerska na warszawskiej Szmulowiźnie, działająca od 1934 do 1992 przy Szkole Podstawowej nr 30 na ul. Kawęczyńskiej 2. Obecnie nie istnieje.

## Okres przedwojenny
Zorganizowana w 1934 przez Władysława Osto-Suskiego i Aleksandra Solińskiego przy szkołach powszechnych nr 15 im. Legionów i nr 30 im. Powstańców 1863 roku, przy ul. Kawęczyńskiej 2. Początkowo drużyna nosiła imię Króla Władysława Jagiełły.

## Szare Szeregi
Podczas okupacji hitlerowskiej jedno z najprężniej działających środowisk Okręgu Praga Szarych Szeregów, działała w hufcu Centrum Pragi (drużyna oznaczona CP-100, używała też kryptonimu 78 Czambuł Żółtej Ordy). Przy drużynie istniał zastęp (pluton) żeński, od 1942 Warszawska Żeńska Drużyna Harcerska „Las”. Harcerze 78 WDH uczestniczyli w konspiracyjnych szkoleniach („sklepy”), w akcjach organizacji Wawer (malowanie kotwic i antyhitlerowskich napisów, rozklejanie ulotek), WISS (obserwacje niemieckich transportów kolejowych i samochodowych), w szkoleniach „Wiarus” i „Ursus” oraz w kursach Szkoły Podchorążych Rezerwy Piechoty Agricola.

## Okres powojenny
Drużyna reaktywowana po wojnie w tym samym miejscu, utworzyła później Szczep 78 Warszawskich Drużyn Harcerskich i Zuchowych. W początkach lat 60. XX wieku w szczepie istniały: drużyna harcerek, drużyna harcerzy im. Janusza Kusocińskiego oraz koedukacyjna drużyna zuchów. W późniejszych okresach skład środowiska zmieniał się, w okresie 1970–1972 istniała tylko jedna drużyna harcerska, w 1972 ponownie powołano szczep, a Janusza Kusocińskiego wymieniano już jako bohatera szczepu. Drużyny szczepu działały do 1990. W 1992 formalnie powołano drużynę 78 WDH, utworzoną przez kadrę 17 WDH, drużyna ta wkrótce weszła w skład Szczepu 17 Warszawskich Drużyn Harcerskich.

## Barwy
W różnych okresach harcerze 78 WDH nosili różne barwy. Na przedwojennych, czarno-białych zdjęciach mają jasne chusty, a niektórzy krajki. W 1969 78 WDH I nosiła barwy granatowo-żółte, a WDH II im. Pawła Strzeleckiego – ciemnozielone.

## Znani harcerze 78 WDH
- Maciej Kolke, ps. Zerwikaptur, Bojar, żołnierz Baonu „Wigry” poległy podczas wybuchu czołgu pułapki w powstaniu warszawskim
- Mieczysław Słoń, ps. Jurand, Kobuz, hufcowy hufców praskich w Szarych Szeregach, komendant obwodu i zastępca komendanta okręgu Praga organizacji Wawer, aresztowany i rozstrzelany przy ul. Wawelskiej
- Aleksander Soliński, ps. Mrówka, Albatros, Kobuz Ojciec – harcmistrz, wychowawca młodzieży, nauczyciel, przedwojenny i powojenny drużynowy 78 WDH, wieloletni instruktor Hufca Warszawa Praga Północ